# Allanche (Alagnon)
Die Allanche ist ein Fluss in Frankreich, der in der Region Auvergne-Rhône-Alpes verläuft. Sie entspringt beim Gipfel Buron de Paillassère Haut in den Bergen des Cézallier, im Gemeindegebiet von Anzat-le-Luguet, ändert anfangs mehrfach den Namen (Ruisseau de Chaubasse, Ruisseau de Courbière), entwässert generell in südlicher Richtung durch den Regionalen Naturpark Volcans d’Auvergne und mündet nach rund 30 Kilometern an der Gemeindegrenze von Joursac und Neussargues-Moissac als linker Nebenfluss in den Alagnon. Auf ihrem Weg durchquert die Allanche die Départements Puy-de-Dôme und Cantal.

## Orte am Fluss
- Courbières, Gemeinde Pradiers
- Allanche
- Sainte-Anastasie
- Moissac, Gemeinde Neussargues-Moissac

## Tourismus
Die Draisinen-Tour Vélorail du Cézallier verläuft durch das Tal im Unterlauf.